# Первокрасное
Первокрасное  — село в Сорочинском городском округе Оренбургской области России.

## География
Находится в западной части региона, в пределах возвышенности Общий Сырт, в степной зоне, на правом берегу реки Большой Уран, отделяющей от села Малаховка.
Абсолютная высота — 129 метров над уровнем моря
.

## История
Основано в XIX веке. Постановлением НКВД 2 сентября 1922 года село Графское Графской волости Бузулукского уезда Самарской губернии переименовано в Красное, а Графская волость в Красную.
До 1 июня 2015 года село возглавляло Первокрасный сельсовет Сорочинского района. После упразднения обоих муниципальных образований — в составе Сорочинского городского округа.

## Население
| 2010 |
| ---- |
| 509  |

### Национальный состав
Согласно результатам переписи 2002 года, в национальной структуре населения русские составляли 95 % из 592 человек.

## Инфраструктура
Основа экономики — сельское хозяйство. Действует школа, дом культуры.

## Транспорт
Остановка общественного транспорта «Первокрасное».